# Henri Bonnemain
Henri Bonnemain (Paris, 3 mars 1911 - Paris, 19 mars 2006) est un pharmacien et historien français.
Il est notamment l'auteur, avec André Boucherle et Georges Dillemann de l'ouvrage « La pharmacie française : ses origines, son histoire, son évolution ».

## Biographie
Henri Avit Jean Bonnemain, dit Henri Bonnemain, est né le 3 mars 1911 rue Traversière près de la gare de Lyon dans le 12e arrondissement de Paris.
Il commence sa scolarité à l'école communale de la rue Bignon avant de poursuivre dans le privé. Il entre en sixième à l'École Saint-Michel, 14 rue Louis-Braille, et en seconde à l'École Massillon, quai des Célestins, où Il devient bachelier en lettre (1928) et l'année suivante en philosophie (1929).
Il commence sa formation en pharmacie par un stage, en 1929, dans l'officine à l'enseigne « Pharmacie française » située 52 boulevard du Temple. L'année suivante, au mois d'octobre, il entre en première année à l'École de pharmacie de Paris avenue de l'Observatoire. il réussit les différents certificats sauf le dernier auquel il échoue à l'épreuve du mois de mai 1934, néanmoins il se rattrape deux mois plus tard étant reçu pharmacien en juillet 1934.
Il meurt à l'âge de 95 ans, ses obsèques ont lieu le 24 mars 2006.

## Fonctions
- Académie nationale de pharmacie : membre (1966), président (1992)
- Société d'histoire de la pharmacie : membre (1936), président (1988)
- Croix-Rouge française : 1er président de la Croix-Rouge dans le Val-de-Marne du 01janvier 1969 au 28 mai 1978

## Distinctions
- Chevalier de l'ordre du Mérite
- Grande Médaille d'Honneur de la Croix-Rouge française

## Publications

### Articles
- avec Maurice Bouvet, « Sur quelques vieilles spécialités provençales », Bulletin de Pharmacie Sud-Est, no 1,‎ 1940, p. 14-22,
- avec Maurice Bouvet, « Les apothicaires de Louis XVIII (1814-1824) », Revue d'histoire de la pharmacie, no 111,‎ 1941, p. 47-55,
- avec Maurice Bouvet, « Les derniers pharmaciens royaux (1824-1848) », Revue d'histoire de la pharmacie, no 112,‎ 1942, p. 23-25 (lire en ligne),
- avec Pierre Julien, « Louis-Auguste Cadet (1821-1891) », Revue d'histoire de la pharmacie, vol. 51, no 176,‎ 1963, p. 1-8 (lire en ligne),
- avec J. Ameil et Maurice Bouvet, « Sur Jean Joseph Louis Chancel, inventeur des allumettes ou briquets oxygénés », Revue d'histoire de la pharmacie, vol. 52, no 180,‎ 1964, p. 35-39 (lire en ligne),
- « Une famille médico-pharmaceutique : les Augiéras-Bernou », Revue d'histoire de la pharmacie, vol. 69, no 248,‎ 1981, p. 14-40 (lire en ligne),
- « Albert Buisson, pharmacien membre de l'Académie Française », Revue d'histoire de la pharmacie, vol. 69, no 251,‎ 1981, p. 255-260 (lire en ligne),
- « La Faculté de pharmacie de Paris depuis cent ans avenue de l'Observatoire. Journée commémorative du 1er février 1982 », Revue d'histoire de la pharmacie, vol. 70, no 252,‎ 1982, p. 39-48 (lire en ligne),
- « Jean-Louis Gibert (1871-1974) et ses études à Paris (1893-1897) », Revue d'histoire de la pharmacie, vol. 70, no 255,‎ 1982, p. 259-262 (lire en ligne),
- « M. le Doyen honoraire Georges Dillemann, nouveau président de la Société d'Histoire de la Pharmacie », Revue d'histoire de la pharmacie, vol. 71, no 256,‎ 1983, p. 35-39 (lire en ligne),
- « Maurice Bouvet : sa carrière professionnelle », Revue d'histoire de la pharmacie, vol. 73, no 267,‎ 1985, p. 299-306 (lire en ligne),
- « Jean Flahaut, Président de la Société d'Histoire de la Pharmacie », Revue d'histoire de la pharmacie, vol. 80, no 293,‎ 1992, p. 169-173 (lire en ligne),
- avec Thierry Lefebre, « Lucien-Henri-Armand Coullon, dit Pascalon, pharmacien, poète et humoriste (1860-1940 ?) », Revue d'histoire de la pharmacie, vol. 82, no 301,‎ 1994, p. 183-190 (lire en ligne),
- « Hommage à Roger Cazala prononcé par Henri Bonnemain à la séance du 4 décembre 1994 », Revue d'histoire de la pharmacie, vol. 83, no 305,‎ 1995, p. 184-185 (lire en ligne).

### Ouvrages
- Contribution à l'histoire de la pharmacie dans l'Orléanais (thèse de doctorat de pharmacie), Nancy, Faculté de pharmacie de Nancy, 1936,
- avec Patrice Boussel et Franck Bové, Histoire de la pharmacie et de l'Industrie Pharmaceutique, Paris, éditions de la Porte Verte, 1982, 287 p. (ISBN 9782865420063),
- avec André Boucherle et Georges Dillemann (préf. Pierre Malangeau), La pharmacie française : ses origines, son histoire, son évolution, Tec & Doc Lavoisier, 2008 (1re éd. 1992), 150 p. (ISBN 978-2743010980).